# 水原ワールドカップ競技場
水原ワールドカップ競技場（朝: 수원월드컵경기장, Suwon World Cup Stadium）は、韓国の水原市にあるサッカー専用競技場である。 愛称はビッグバードスタジアム。Kリーグの水原三星ブルーウィングスのホームスタジアムである。2002 FIFAワールドカップの会場として建設され、2001年に完成。FIFAコンフェデレーションズカップ2001の会場ともなった。サッカー韓国代表の親善試合が開催されることもある。2017年5-6月、FIFA U-20ワールドカップの会場の一つとなり、決勝戦が開催された。ワールドカップで韓国戦がある日はパブリックビューイングの会場となる。
スタジアム周辺には、室内プールやゴルフ練習場をはじめとするワールドカップスポーツセンターやワールドカップ記念館、ワールドカップ彫刻公園などがある。
なお、水原総合運動場とは全く別の施設であるが、通常は同総合運動場を本拠地としている水原FCは、その改修工事のため、2014年シーズンのホームゲームを当スタジアムで行った。

## 構造
四方とも二層構造のスタンドを持つ。屋根はメインスタンド・バックスタンドのみに設置されており、ゴール裏にはない。

## 交通アクセス
- 韓国鉄道公社・水原駅から約4km東に位置する。メインスタンド前にある八達区庁・水原ワールドカップ競技場バス停には、水原駅方面からの市内バスのほか、ソウル駅とを結ぶ広域バス8800番も利用できる。なお、新盆唐線の延伸工事が行われており、競技場前に駅が設置される予定である。